# Камера (фільм)
«Камера» (англ. Camera) — фільм американського режисера, сценариста, продюсера та актора Річарда Мартіні, знятий у 2000 році.

## Сюжет
Історія відеокамери, котра вирушає у пригоди світом. Її крали, закладали, купували, вона знімала рекламні ролики, жила життям середньостатистичної відеокамери, що мандрує планетою, аж поки не завершила свою мандрівку в руках режисера Річарда Мартіні.

## У ролях
- Керол Альт — Керол Альт
- Енджі Евергарт — Енджі Евергарт
- Ребекка Бруссар — Ребекка Бруссар

## Цікаві факти
- Фільм є п'ятнадцятим, що був відзнятий у рамках руху «Догма 95»